# روديغر شلايشر
روديغر شلايشر (بالألمانية: Rüdiger Schleicher)‏ (و. 1895 – 1945 م) هو قانوني، ومحامي، ومقاوم عسكري ألماني، ولد في شتوتغارت، توفي في برلين، عن عمر يناهز 50 عاماً، بسبب إعدام رميا بالرصاص.

## التعليم
تعلم في جامعة توبنغن، وتعلم في Eberhard-Ludwigs-Gymnasium ‏
.